# Francisco III, Conde de Saint-Pol
Francisco III de Orleães, Conde de Saint-Pol (em francês:  François III d’Orléans, comte de Saint -Pol; 1570 – Chateauneuf, 7 de outubro de 1631), foi um nobre francês pertencente à Casa Orleães-Longueville, ramo natural cadete da Casa de Valois. 
Foi Conde de Saint-Pol (a partir de 1601) e Duque de Fronsac (a partir de 1622) e ainda Duque de Château-Thierry, governador de Orleães, de Blois e de Tours. 

## Biografia
Francisco era o filho mais novo de Léonor de Orleães, Duque de Longueville e de Maria de Bourbon, Condessa de Saint-Pol.
Em 1595 ele casa com Ana de Caumont (1574-1642) , filha do marquês de Fronsac, Godofredo de Caumont e de Margarida de Lustrac. Deste casamento nasceu apenas um filho:
- Léonor II de Orleães-Longueville (1605-1622), duque de Fronsac em 1608, morto prematuramente

Francisco III herda do filho o título de Duque de Fronsac título que, ao falecer, reverte para a Coroa. O título de Conde de Saint-Pol é herdado por seu sobrinho, Henrique II de Orleães-Longueville.
Em 1621, Francsco comanda o exército da província de Orléanais e de Blaisois contra os calvinistas que se haviam refugiado em Jargeau. A guarnição huguenote capitula a 22 de maio de 1625.
A 7 de outubro de 1631, Francisco more tranquilamente. Não deixou descendência do seu casamento com Ane de Caumont, marquesa de Fronsac, uma vez que o único filho que o casal teve, Léonor II de Orleães-Longueville, Duque de Fronsac, morrera antes do pai aos dezassete anos, a 5 de setembro de 1623, no cerco de Montpellier.